# Oblast Luhansk
Die Oblast Luhansk (ukrainisch Луганська область Luhanska oblast; russisch Луганская область Luganskaja oblast) ist die östlichste der 25 Verwaltungseinheiten (Oblaste) der Ukraine. Sie hatte 2021 2.121.322 Einwohner (de facto).
Seit dem Beginn des Russisch-Ukrainischen Krieges werden Teile der Region als „Volksrepublik Lugansk“ von russischen Militärs kontrolliert. Nach einem am 27. September beendeten Scheinreferendum verkündete der russische Präsident Wladimir Putin am 30. September 2022 die völkerrechtswidrige Annexion der gesamten Oblast einschließlich der weiterhin ukrainisch kontrollierten Gebiete.

## Geografie
Die Oblast grenzt im Norden, Osten und Süden an Russland (mit den Oblasten Belgorod, Woronesch und Rostow). Im Nordwesten liegt die Oblast Charkiw, im Südwesten die Oblast Donezk. An der Grenze zwischen den Oblasten Charkiw und Donezk trifft der Siwerskyj Donez die Oblast und durchfließt sie in west-östlicher Richtung, um seinen Lauf in Russland fortzusetzen.

## Geschichte
Die Oblast besteht seit dem 3. Juni 1938, als sie von der damals größeren Oblast Stalino (heute Oblast Donezk) der Ukrainischen SSR abgetrennt wurde. Bis zum 5. März 1958 und vom 5. Januar 1970 bis zum 4. Mai 1990 führte sie den Namen Oblast Woroschilowgrad zu Ehren von Kliment Woroschilow. Von 1958 bis 1970 trug sie den heutigen Namen.
Von den Wählern der Oblast stimmten am 17. März 1991 beim unionsweiten Referendum über den „Erhalt der Sowjetunion als erneuerte Föderation gleichberechtigter souveräner Republiken, in der die Rechte und Freiheiten einer Person jeder Nationalität vollständig garantiert werden“ 86,3 % mit „Ja“, aber nach den Ereignissen im August 1991 bei einem weiteren Referendum zur Unabhängigkeit der Ukrainischen SSR von der Sowjetunion am 1. Dezember 1991 13 % gegen und 83 % für die Unabhängigkeit.
Auf einem Teilstück im Süden des Gebietes der Oblast wurde im April 2014 widerrechtlich die „Volksrepublik Lugansk“ ausgerufen. Ende Februar 2022 wurde das Gebiet international lediglich durch Russland, Syrien und Nordkorea anerkannt, kurz darauf annektierte Russland völkerrechtswidrig die Oblast Luhansk.
Da die ukrainische Regierung dadurch die Kontrolle über die Gebietshauptstadt Luhansk verloren hatte, wurde die Oblastverwaltung nach Siwerskodonezk verlegt. Die einzige Verbindung in den nicht von der Regierung kontrollierten Teil der Oblast führte bei Stanyzja Luhanska über eine teilweise eingestürzte Brücke und war nur zu Fuß zu bewältigen. Trotzdem überquerten zu Beginn 2019 jeden Monat rund 200.000 Menschen diese für sie künstliche Grenze.
Im Zuge des Überfalls auf die Ukraine (ab 24. Februar 2022) gelang es russischen Streitkräften, weiter in die Oblast vorzudringen. Am 24. Juni 2022 befahl Serhij Hajdaj, seit 2019 Leiter der staatlichen Regionalverwaltung Luhansk, den Rückzug der ukrainischen Truppen aus Siwerskodonezk. Vom Fall Lyssytschansks im Juli 2022 bis zur Rückeroberung von Bilohoriwka im September 2022 während der ukrainischen Gegenoffensive im Raum Charkiw befand sich die gesamte Oblast unter russischer Kontrolle.

## Größte Städte
Formale Hauptstadt der Oblast ist die südlich des Donez gelegene gleichnamige Stadt Luhansk. Die Verwaltungseinrichtungen für die ukrainisch kontrollierten Gebiete befinden sich derzeit in Siwerskodonezk.
| Stadt                                                                                    | Ukrainischer Name   | Russischer Name   | Einwohner 1. Januar 2021 |
| ---------------------------------------------------------------------------------------- | ------------------- | ----------------- | ------------------------ |
| Luhansk                                                                                  | Луганськ            | Луганск           | 399.559                  |
| Altschewsk                                                                               | Алчевськ            | Алчевск           | 106.550                  |
| Siwerskodonezk                                                                           | Сіверськодонецьк    | Северодонецк      | 101.135                  |
| Lyssytschansk                                                                            | Лисичанськ          | Лисичанск         | 095.031                  |
| Chrustalnyj (Krasnyj Lutsch)                                                             | Хрустальний         | Красный Луч       | 079.764                  |
| Kadijiwka (Stachanow)                                                                    | Кадіївка            | Стаханов          | 073.702                  |
| Dowschansk (Swerdlowsk)                                                                  | Довжанськ           | Свердловск        | 062.993                  |
| Rubischne                                                                                | Рубіжне             | Рубежное          | 056.066                  |
| Antrazyt                                                                                 | Антрацит            | Антрацит          | 052.353                  |
| Rowenky                                                                                  | Ровеньки            | Ровеньки          | 045.651                  |
| Brjanka                                                                                  | Брянка              | Брянка            | 044.987                  |
| Sorokyne (Krasnodon)                                                                     | Сорокине            | Краснодон         | 042.582                  |
| Perwomajsk                                                                               | Первомайськ         | Первомайск        | 036.311                  |
| Holubiwka (Kirowsk)                                                                      | Голубівка           | Кировск           | 026.838                  |
| Perewalsk                                                                                | Перевальськ         | Перевальск        | 024.919                  |
| Molodohwardijsk                                                                          | Молодогвардійськ    | Молодогвардейск   | 022.514                  |
| Suchodilsk                                                                               | Суходільськ         | Суходольск        | 020.474                  |
| Popasna                                                                                  | Попасна             | Попасная          | 019.672                  |
| Kreminna                                                                                 | Кремінна            | Кременная         | 018.417                  |
| Lutuhyne                                                                                 | Лутугине            | Лутугино          | 017.134                  |
| Swatowe                                                                                  | Сватове             | Сватово           | 016.420                  |
| Kateryniwka (Jubileinoje)                                                                | Катеринівка         | Юбилейное         | 016.362                  |
| Starobilsk                                                                               | Старобільск         | Старобельск       | 016.267                  |
| Wosnesseniwka (Tscherwonopartysansk)                                                     | Вознесенівка        | Червонопартизанск | 015.273                  |
| Solote                                                                                   | Золоте              | Золотое           | 013.203                  |
| Petrowo-Krasnosillja (Petrowskoje)                                                       | Петрово-Красносілля | Петровское        | 012.683                  |
| Stanyzja Luhanska                                                                        | Станиця Луганська   | Станица Луганская | 012.505                  |
| Schtschastja                                                                             | Щастя               | Счастье           | 011.552                  |
| Bokowo-Platowe                                                                           | Боково-Платове      | Боково-Платово    | 011.457                  |
| Quellen: Ukrainisches Amt für Statistik, Seiten 28–31 und Sekundärquelle City Population |                     |                   |                          |

## Verwaltungsgliederung
Die Oblast Luhansk ist verwaltungstechnisch in 8 Rajone unterteilt; bis zur großen Rajonsreform am 17. Juli 2020 war sie in 18 Rajone sowie 14 direkt der Oblastverwaltung unterstehenden Städte unterteilt. Dies waren die Städte Altschewsk, Antrazyt, Brjanka, Stachanow, Kirowsk, Krasnodon, Krasnyj Lutsch, Lyssytschansk, Perwomajsk, Rowenky, Rubischne, Sjewjerodonezk, Swerdlowsk sowie das namensgebende Verwaltungszentrum der Oblast, die Stadt Luhansk.

### Rajone der Oblast Luhansk mit deren Verwaltungszentren
| Rajone der Oblast Luhansk | Rajone der Oblast Luhansk                    | Rajone der Oblast Luhansk             | Rajone der Oblast Luhansk                                          |
| Deutsche Bezeichnung      | Ukrainische Bezeichnung                      | Verwaltungszentrum                    | Weitere frühere (bis 2020) Rajonzentren und rajonfreie Städte      |
| ------------------------- | -------------------------------------------- | ------------------------------------- | ------------------------------------------------------------------ |
| Rajon Altschewsk 1        | Алчевський район Altschewskyj rajon          | Altschewsk (Stadt)                    | Brjanka, Stachanow, Kirowsk, Perewalsk, Perwomajsk, Slowjanoserbsk |
| Rajon Dowschansk 1        | Довжанський район Dowschanskyj rajon         | Swerdlowsk (Stadt)                    | Krasnodon                                                          |
| Rajon Luhansk 1           | Луганський район Luhanskyj rajon             | Luhansk (Stadt)                       | Lutuhyne                                                           |
| Rajon Rowenky 1           | Ровеньківський район Rowenkiwskyj rajon      | Rowenky (Stadt)                       | Antrazyt, Krasnyj Lutsch                                           |
| Rajon Schtschastja        | Щастинський район Schtschastynskyj rajon     | Nowoajdar (Siedlung städtischen Typs) | Stanyzja Luhanska                                                  |
| Rajon Sjewjerodonezk 2    | Сєвєродонецький район Sjewjerodonezkyj rajon | Sjewjerodonezk (Stadt)                | Kreminna, Lyssytschansk, Popasna, Rubischne                        |
| Rajon Starobilsk          | Старобільський район Starobilskyj rajon      | Starobilsk (Stadt)                    | Bilowodsk, Markiwka, Milowe, Nowopskow                             |
| Rajon Swatowe             | Сватівський район Swatiwskyj rajon           | Swatowe (Stadt)                       | Bilokurakyne, Trojizke                                             |

Bis 2020 gab es folgende Rajonsaufteilung:

Karte der Rajone und rajonfreien Städte der Oblast (bis 2020)

| Rajon                      | Rajon                                                 | Verwaltungssitz                               | Fläche | 2020 (überwiegend)     |
| deutsche Bezeichnung       | ukrainische Bezeichnung                               | Transkription                                 | km²    | aufgegangen in         |
| -------------------------- | ----------------------------------------------------- | --------------------------------------------- | ------ | ---------------------- |
| Rajon Antrazyt             | Антрацитівський район Antrazytiwskyj rajon            | Antrazyt (Stadt)                              | 1.662  | Rajon Rowenky 1        |
| Rajon Bilowodsk            | Біловодський район Bilowodskyj rajon                  | Bilowodsk (Siedlung städtischen Typs)         | 1.597  | Rajon Starobilsk       |
| Rajon Bilokurakyne         | Білокуракинський район Bilokurakynskyj rajon          | Bilokurakyne (Siedlung städtischen Typs)      | 1.436  | Rajon Swatowe          |
| Rajon Krasnodon            | Краснодонський район Krasnodonskyj rajon              | Krasnodon (Stadt)                             | 1.386  | Rajon Dowschansk 1     |
| Rajon Kreminna             | Кремінський район Kreminskyj rajon                    | Kreminna (Stadt)                              | 1.627  | Rajon Sjewjerodonezk   |
| Rajon Lutuhyne             | Лутугинський район Lutuhynskyj rajon                  | Lutuhyne (Stadt)                              | 1.057  | Rajon Luhansk 1        |
| Rajon Markiwka             | Марківський район Markiwskyj rajon                    | Markiwka (Siedlung städtischen Typs)          | 1.166  | Rajon Starobilsk       |
| Rajon Milowe               | Міловський район Milowskyj rajon                      | Milowe (Siedlung städtischen Typs)            | 0.971  | Rajon Starobilsk       |
| Rajon Nowoajdar            | Новоайдарський район Nowoajdarskyj rajon              | Nowoajdar (Siedlung städtischen Typs)         | 1.536  | Rajon Schtschastja     |
| Rajon Nowopskow            | Новопсковський район Nowopskowskyj rajon              | Nowopskow (Siedlung städtischen Typs)         | 1.623  | Rajon Starobilsk       |
| Rajon Perewalsk            | Перевальський район Perewalskyj rajon                 | Perewalsk (Stadt)                             | 0.803  | Rajon Altschewsk 1     |
| Rajon Popasna              | Попаснянський район Popasnjanskyj rajon               | Popasna (Stadt)                               | 1.325  | Rajon Sjewjerodonezk 2 |
| Rajon Slowjanoserbsk       | Слов'яносербський район Slowjanoserbskyj rajon        | Slowjanoserbsk (Siedlung städtischen Typs)    | 1.113  | Rajon Altschewsk 1     |
| Rajon Stanytschno-Luhanske | Станично-Луганський район Stanytschno-Luhanskyj rajon | Stanyzja Luhanska (Siedlung städtischen Typs) | 1.896  | Rajon Schtschastja     |
| Rajon Starobilsk           | Старобільський район Starobilskyj rajon               | Starobilsk (Stadt)                            | 1.582  | Rajon Starobilsk       |
| Rajon Swatowe              | Сватівський район Swatiwskyj rajon                    | Swatowe (Stadt)                               | 1.739  | Rajon Swatowe          |
| Rajon Swerdlowsk           | Свердловський район Swerdlowskyj rajon                | Swerdlowsk (Stadt)                            | 1.132  | Rajon Dowschansk 1     |
| Rajon Trojizke             | Троїцький район Trojizkyj rajon                       | Trojizke (Siedlung städtischen Typs)          | 1.633  | Rajon Swatowe          |

## Bevölkerung

### Bevölkerungsentwicklung
Die Oblast wurde im Jahr 1938 gegründet und hat seither denselben Gebietsumfang. Seit der Entstehung gab es bis 1992 ein stetiges Wachstum. Seit dem Bevölkerungshöchststand vom 1. Januar 1993 mit 2.886.000 nimmt die Einwohnerschaft ständig ab. Die städtische Bevölkerung sank seit 1989 um 25,26 %, die Zahl der Bewohner auf dem Land nahm im gleichen Zeitraum um 29,96 % ab. Seit der Jahrtausendwende verlor der Oblast rund 507.000 Bewohner oder 19,30 % der Bevölkerung.
rot: Volkszählungen in der Sowjetunion (bis 1989) und der Ukraine (2001); grün: Schätzungen des Ukrainischen Statistisches Amtes, jeweils 1. Januar

### Volksgruppen
Zwar sind die Ukrainer innerhalb der Oblast deutlich in der Mehrheit. Doch ist der Anteil der Russen in den stark industrialisierten Teilen der Oblast sehr hoch. In den anderen Regionen der Oblast sind die Ukrainer in der Mehrheit. Die Russen stellen knappe Bevölkerungsmehrheiten in den Städten Antrazyt und Krasnyj Lutsch/Chrustalnyj sowie eine deutliche Mehrheit in der Stadt Krasnodon. Relative russische Mehrheiten gibt es zudem in den Städten Stachanow/Kadijiwka und Swerdlowsk/Dowschansk. In der Stadt Luhansk sind die Volksgruppen der Ukrainer (49,97 %) und Russen (47,00 %) ungefähr gleich vertreten mit einer relativen Bevölkerungsmehrheit der Ukrainer. Der hohe Anteil in diesen Städten widerspiegelt die Tatsache, dass die Volksgruppe der Russen in den Städten überdurchschnittlich vertreten ist. Von den achtzehn Rajonen haben nur die beiden Rajone Krasnodon und Stanytschno-Luhanske eine russische Bevölkerungsmehrheit. In mehreren Städten und in 16 der 18 Rajons sind die Ukrainer in der Mehrheit. Sehr hohe Anteile an Ukrainern gibt es in den Rajons Bilowodsk (87,78 %), Bilokurakyne (90,70 %), Kreminna (85,10 %), Markiwka (93,02 %), Nowopskow (92,22 %), Starobilsk (87,85 %) und Swatowe (91,42 %).
Anmerkung: Da sich die Zusammensetzung der Volksgruppen seit der letzten Volkszählung 2001 vermutlich stark verändert hat, sind die Zahlen für die einzelnen Regionen nicht mehr aktuell. Daher ist eine Auflistung aller Rajone nicht sinnvoll. In den Gebieten unter ukrainischer Kontrolle dürfte der Anteil der Ukrainer deutlich höher sein (Zuwanderung von Flüchtlingen aus russisch besetzten Gebieten seit 2014, Abwanderung von Russen nach Russland). In den Gebieten unter russischer Kontrolle dürfte der Anteil der Russen deutlich gestiegen sein. Der Anteil der Ukrainer überstieg in vielen Gebieten (vor allem auf dem Land) meist die Marke von neunzig Prozent. Die folgende Tabelle gibt den Stand der letzten Volkszählung 2001 wieder.
| Jahr                                   | Ukrainer  | Ukrainer | Russen  | Russen  | Belarussen | Belarussen | Tataren | Tataren | Armenier | Armenier | Juden | Juden  | Deutsche | Deutsche | Gesamt    | Gesamt   |
| Jahr                                   | Zahl      | %        | Zahl    | %       | Zahl       | %          | Zahl    | %       | Zahl     | %        | Zahl  | %      | Zahl     | %        | Zahl      | %        |
| -------------------------------------- | --------- | -------- | ------- | ------- | ---------- | ---------- | ------- | ------- | -------- | -------- | ----- | ------ | -------- | -------- | --------- | -------- |
| 2001                                   | 1.472.376 | 57,96 %  | 991.825 | 39,05 % | 20.587     | 0,81 %     | 8.543   | 0,34 %  | 6.587    | 0,26 %   | 2.651 | 0,10 % | 1.555    | 0,06 %   | 2.540.191 | 100,00 % |
| Quelle: Ergebnis der Volkszählung 2001 |           |          |         |         |            |            |         |         |          |          |       |        |          |          |           |          |

Die Anzahl der Ukrainer ist zwischen 1989 und 2001 leicht gesunken. Doch hat sich ihr Anteil durch den starken Bevölkerungsrückgang trotzdem erhöht. Bei anderen Volksgruppen war der Bevölkerungsrückgang deutlich stärker. Es gab zwischen 1989 und 2001 eine starke Zuwanderung aus dem Transkaukasus. Deshalb stieg die Anzahl der Armenier, Aserbaidschaner und Georgier deutlich.
| Nationalität    | 1989 (%) | 2001 (%) | Veränderung (%) |
| --------------- | -------- | -------- | --------------- |
| Ukrainer        | 51,9     | 58,0     | 0−0,7 %         |
| Russen          | 44,8     | 39,0     | −22,5 %         |
| Weißrussen      | 01,2     | 00,8     | −38,6 %         |
| Tataren         | 00,4     | 00,3     | −28,4 %         |
| Armenier        | 00,1     | 00,3     | +70,5 %         |
| Moldawier       | 00,2     | 00,1     | −43,8 %         |
| Aserbaidschaner | 00,1     | 00,1     | +50 %.0         |
| Juden           | 00,3     | 00,1     | −67,8 %         |
| Roma            | 00,1     | 00,1     | −32,2 %         |
| Polen           | 00,1     | 00,1     | −43,6 %         |
| Georgier        | 00,1     | 00,1     | +20 %,0         |
| Bulgaren        | 00,1     | 00,1     | −36,9 %         |
| Deutsche        | 00,1     | 00,1     | −20,6 %         |

### Sprachen
Die Oblast Luhansk gehört teilweise zum mehrheitlich russischsprachigen Donbass. Sämtliche Volksgruppen mit Ausnahme der Roma und der Aserbaidschaner verwenden mehrheitlich Russisch. Besonders stark russifiziert sind die Juden, Deutschen (Russlanddeutsche), Bulgaren und Belarussen. Doch selbst 49,4 % der Ukrainer in der Oblast geben Russisch als Muttersprache an. Dennoch ist der Anteil der ukrainischen Muttersprachler an der Gesamtbevölkerung zwischen 1989 und 2001 von 25,1 % auf 30,0 % gestiegen. Der Anteil russischer Muttersprachler an der Gesamtbevölkerung ist in derselben Zeitspanne von 73,3 % im Jahr 1989 auf 68,8 % im Jahr 2001 gefallen. In allen Städten mit mehr als 50.000 Einwohnern dominiert Russisch. In wenigen Kleinstädten überwiegt das Ukrainische. Trotz der starken Russifizierung der Ukrainer und anderer Volksgruppen hat Russisch nur in den Rajons Stanytschno-Luhanske (mit 85,06 % Anteil), Perewalsk (76,39 %) und Krasnodon (72,32 %) eine dominierende Rolle. In den Rajons Slowjanoserbsk (60,40 %), Nowoajdar (53,61 %) und Antrazyt (53,10 %) gibt es russischsprachige Mehrheiten mit starken ukrainischsprachigen Minderheiten. In den anderen zwölf Rajons dominiert Ukrainisch. Sehr hohe Anteile an Ukrainischsprachigen gibt es in den Rajons Markiwka (93,78 %), Nowopskow (92,20 %), Swatowe (91,84 %), Bilokurakyne (91,39 %) und Bilowodsk (84,20 %).
Anmerkung: In den Gebieten unter ukrainischer Kontrolle dürfte der Anteil des Russischen geringer sein; in den Gebieten unter Kontrolle Russlands eher gestiegen sein.
| Jahr                                   | Russisch  | Russisch | Ukrainisch | Ukrainisch | Armenisch | Armenisch | Belarussisch | Belarussisch | Romani | Romani | Total     | Total    |
| Jahr                                   | Zahl      | %        | Zahl       | %          | Zahl      | %         | Zahl         | %            | Zahl   | %      | Zahl      | %        |
| -------------------------------------- | --------- | -------- | ---------- | ---------- | --------- | --------- | ------------ | ------------ | ------ | ------ | --------- | -------- |
| 2001                                   | 1.748.589 | 68,84 %  | 762.402    | 30,01 %    | 2.980     | 0,12 %    | 2.697        | 0,11 %       | 1.280  | 0,05 % | 2.540.191 | 100,00 % |
| Quelle: Ergebnis der Volkszählung 2001 |           |          |            |            |           |           |              |              |        |        |           |          |